# Vũ Trọng Phụng
Vũ Trọng Phụng est un écrivain et journaliste vietnamien né à Hanoï le 20 octobre 1912 et mort dans la même ville le 13 octobre (ou le 13 décembre) 1939. Il est considéré comme l'une des plus influentes figures de la littérature vietnamienne du XXe siècle. 

## Biographie
Le village d'origine de Vũ Trọng Phụng est Hảo, dans le district de Mỹ Hào, province de Hưng Yên. Cependant, celui-ci est né à Hanoï, où il passe toute sa vie. Son père étant mort de la tuberculose alors qu'il est âgé de sept mois seulement, Vũ Trọng Phụng est élevé par sa mère seule. Il apprend le français à l'école communale. A quinze ans, il se présente au concours d'entrée à l'école normale d'instituteurs, mais il échoue. Il arrête ses études à seize ans et commence à travailler, comme secrétaire dans un magasin, puis dactylographe dans une imprimerie. Licencié de ces deux emplois, il décide de se consacrer entièrement à l'écriture.
Dans les années 1930, alors que son pays est encore sous domination coloniale française, Vũ Trọng Phụng produit un grand nombre d'écrits, constituant en quelques années ce qui reste aujourd'hui la plus remarquable production individuelle de la littérature moderne vietnamienne. Son œuvre se compose de vingt et une nouvelles, cinq pièces de théâtre, deux traductions du français, six reportages et huit romans dont le dernier est resté inachevé. En Occident, Le fabuleux destin de Xuan le Rouquin est son roman le plus célèbre, également très apprécié dans son pays par les lecteurs vietnamiens pour son humour corrosif, satire qui dénonce, par un contournement habile, la colonisation française en se moquant de la bourgeoisie autochtone, soucieuse de son statut social, qui singe les mœurs de l'occupant et parle sa langue.
En 1939, Vũ Trọng Phụng meurt de tuberculose à l'âge de vingt-sept ans.
Aujourd'hui, plusieurs de ses œuvres sont enseignées dans les écoles vietnamiennes.

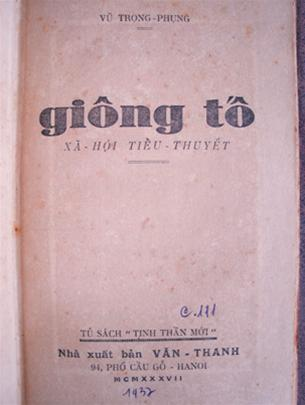
Le roman paysan Giông Tố (La Tempête), 1936.

## Traductions

### en français
- Vũ Trọng Phụng, Le Fabuleux Destin de Xuan le Rouquin 1936
  - traduction anglaise : Dumb Luck, University of Michigan Press, 2002[5]
- Vũ Trọng Phụng (trad. Stéphane Wattier), Profession ? : Épouse d'Occidentaux !, 2020, 118 p. (ISBN 979-8-6232-8349-8)

### en anglais
- Vũ Trọng Phụng, Lục Xì: Prostitution and Venereal Disease in Colonial Hanoi (traduction : University of Hawaiʻi Press, 2011)
- Vũ Trọng Phụng, The Industry of Marrying Europeans (traduction : Cornell South East Asian Program)
- Vũ Trọng Phụng, Dumb Luck (traduction : University of Michigan Press, 2002[6])
- Vũ Trọng Phụng, Making a Whore (traduction : Major Books, 2024[7])